# 陳果夫

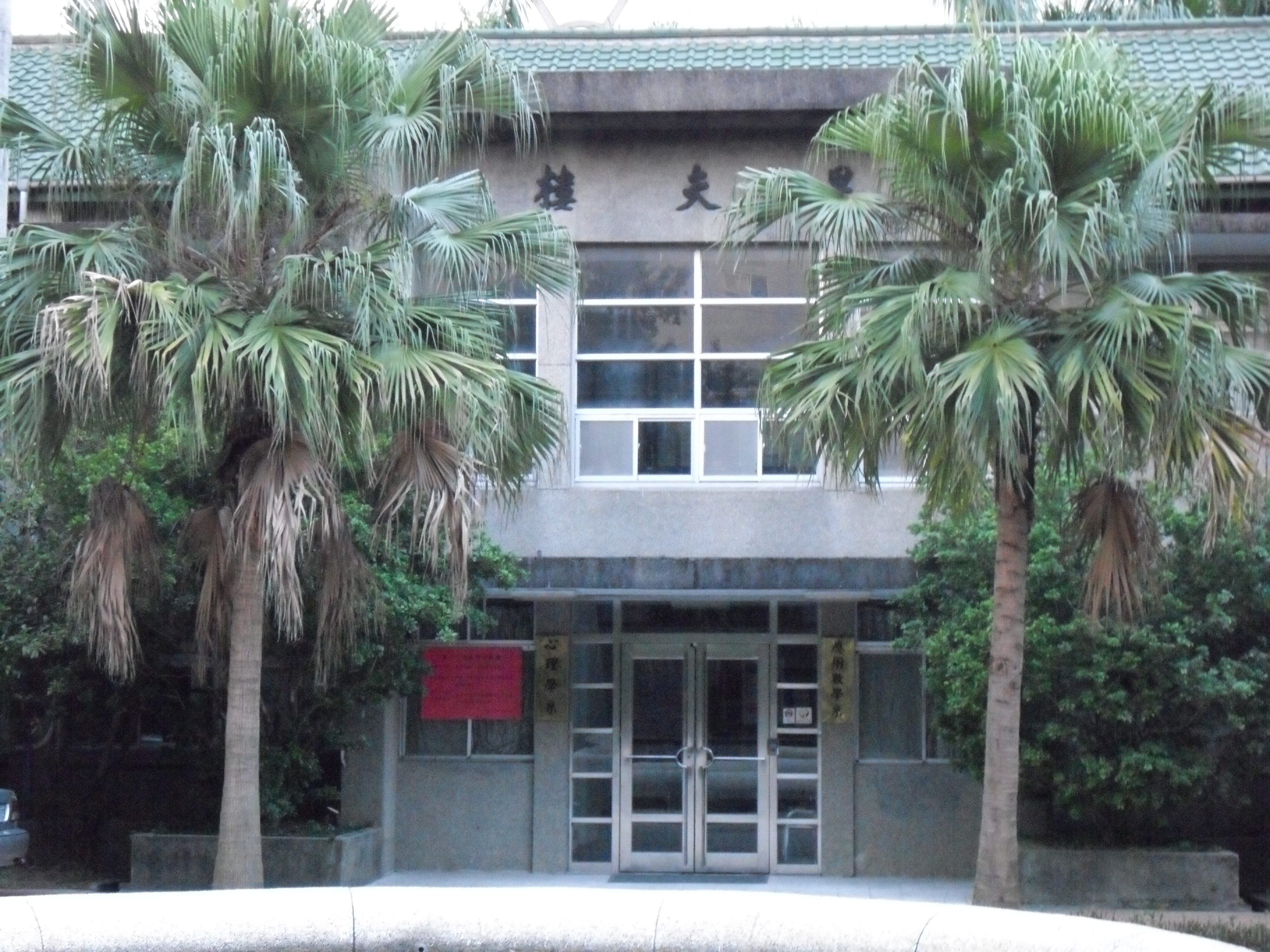
國立政治大學之果夫樓即為紀念陳果夫而命名。

陳果夫（1892年10月27日—1951年8月25日），名祖燾，字果夫，以字行，浙江省吳興縣（今浙江省湖州市吳興區）人。民國時期政治人物，是國民黨內右派。陳果夫及其弟陳立夫與蔣介石關係密切，在大陸時期為蔣所倚重，負責國民黨內組織及黨務，有「二陳」、「CC系」之稱。

## 生平
陳果夫的叔父陳其美是辛亥革命元勳，與蔣中正曾為結拜兄弟。陳果夫年輕時於浙江陸軍小學畢業，受陳其美影響，加入中國革命同盟會。參加過辛亥革命、二次革命及討袁之役。1920年，在上海經營証券物品交易所，股東有蔣介石等國民黨人，曾獲利頗豐。所得利潤部分用作支持孫中山革命。
1924年，蔣中正主持黃埔軍校籌建，陳果夫在上海代其處理軍品採購、人才招攬等工作。1925年，蔣經國前往廣州，在黃埔軍校與蔣中正討論計畫出國前往蘇聯莫斯科留學，之後獲得蔣中正同意。儘管蔣中正一開始並不希望送自己的兒子前往蘇聯，後來與陳果夫討論。對此，陳果夫弟弟陳立夫在1996年接受採訪，聲稱蔣中正接受的背後原因是中國國民黨當時並無法確認能夠獲得蘇聯支持。
1926年陳到廣州，當選為國民黨第二屆中央監察委員，並任中國國民黨中央組織部代部長。1927年4月初，與國民黨內右派吳敬恒、張靜江等提出彈劾中國共產黨案，為之後的清黨準備。1928年，蔣中正復出，陳果夫任國民政府委員兼監察院副院長。實質負責國民黨內組織，整理黨務及進行清黨。除重新審查登記國民黨黨員，並開始設立調查組織，即後來專門負責反中共之「中統」。1929年任國民黨中央執行委員、國民黨中央組織部副部長，成立中央政治學校。二陳掌管國民黨黨務機構，致使當時有「蔣家天下陳家黨」之稱。1932年，陳果夫為國民政府導淮委員會副委員長；1933年，兼任江蘇省政府主席，負責整治江蘇及淮河水利。1937年5月9日，陳果夫至淮河入海口處視察導淮工程:5422。5月23日，導淮入海初步工程完工，此項工程自1934年11月1日動工，歷時兩年餘，動員20工伕，花費1,000餘萬元:5430。導淮工程後因抗戰而停頓。抗戰勝利後，陳任中央政治學校教育長。
陳果夫自辛亥革命時已染有肺結核病，經常咯血住院，抗戰其間多次施手術。戰後開始退出政壇，1948年12月，遷居台中休養。1951年8月25日因肺病於台北病逝，享年五十八歲。遺體權厝於臺北縣觀音山五股示範公墓，1999年歸葬浙江省湖州市吳興區道场乡的灵安公墓（今屬康山街道）。陳果夫無子嗣，陳立夫過繼其長子陳澤安給陳果夫。

## 荣誉

### 中華民國勳章獎章
- 一等雲麾勳章（1945年12月15日批准[2]）

### 外国勋章奖章
- 建國勳章（大韓民國，1966年10月）

## 評價
胡適在陈果夫去世後，在《胡適日記》中表示，陈果夫一生忠於國家、忠於國民黨，堅決反對中共，因此一直受到中共有計畫的毀謗。

## 轶闻
- 陈果夫力扶中医，于1931年在南京成立“中央国医馆”并任理事长，各地设分支馆，有效地保存了当时在社会舆论上式微的中医学。
- 1933年陈果夫任江苏省主席时，特请儿时好友、瘾君子徐俪江出任全省禁烟局长，促其现身说法，以利禁烟。
- 陈果夫而立之前即患当时不治之症肺结核，但他善于养病，起居有序、精神镇静，就当时医疗条件，陈氏通过养生多活了约二十年。